# Guerra Civil Chinesa
A Guerra Civil Chinesa (1927–1937; 1946–1949) foi uma série de conflitos entre forças chinesas nacionalistas lideradas pelo Partido Nacionalista da China (KMT) contra as comunistas lideradas pelo Partido Comunista da China (PCCh), que se arrastaram por toda década de 1930 e 1940. 
Este é o ultimo conflito interno de larga escala na China foi divido, historicamente, em duas fases. A primeira fase da Guerra Civil Chinesa se inicia em 1º de Agosto de 1927 enquanto a Revolução Comunista Chinesa, referida como a fase final ocorrida após o término da Segunda Guerra Mundial, se iniciou em Novembro de 1945. A Guerra Civil Chinesa é também a terceira e ultima fase da Revolução Chinesa, divida entre Revolução Xinhai em 1911, Revolução Nacionalista Chinesa de 1921 e este ultimo. O conflito se inicia com a Revolta de Nanchang, depois do Partido Comunista da China (PCCh), se declarar independente do Partido Nacionalista da China (KMT) e romper a Primeira Frente Unida, a causa disso é de que Chiang Kai-shek havia expurgado o Governo Nacional de Wuhan no chamado Golpe de Wuhan em Abril de 1927. Wuhan era um governo rival de Chiang controlado pela ala esquerda do KMT, na qual o PCCh pertencia. A Guerra civil foi finalizada, de jure, em 1º de Outubro de 1949 com a Proclamação da República Popular da China, o que é relativo já que o governo nacionalista apenas se moveu para Taiwan e deixou batalhões inteiros lutando guerrilhas na China Continental até 1960.
Na primeira fase da Guerra Civil (1927 a 1937), o Partido Nacionalista da China, também denominado Kuomintang, havia organizado em 1917 um governo revolucionário no sul da China para se opor aos senhores da guerra, com apoio do Partido Comunista da China, fundado em 1921 e que era integrado ao partido nacionalista. Em Março de 1925, o líder nacionalista, Sun Yat-sen, faleceu e se irrompeu uma rivalidade entre as facções do Partido Nacionalista da China, entre a esquerda, apoiada pelo Partido Comunista e a direita que estava sendo liderada pelo recém eleito líder, Chiang Kai-Shek. Após o Massacre de Xangai de 1927, a esquerda criou um governo paralelo sediado em Wuhan, o Governo Nacional de Wuhan, que foi dissolvido após o Golpe de Wuhan que resultou em um segundo expurgo contra os comunistas. Os comunistas então se separaram do partido nacionalista e a partir da Revolta de Nanchang, vários levantes foram feitos e organizados pelos comunistas: O poder comunista foi então melhor estabelecido na área rural, utilizando táticas de guerrilha para neutralizar a força nacionalista, que era superior. Após uma campanha de três anos, Chiang finalmente conseguiu destruir os sovietes de Jiangxi (bases rurais comunistas no sul da China) criados por Mao Tsé-Tung, mas após a Grande Marcha (1934-1935), os comunistas conseguiram reinstalar-se em Yan'an, no norte do país. 
Os confrontos entre os dois lados reduziram-se com a invasão japonesa de 1937, focando na resistência contra o Japão e na campanha para dissolver o Regime de Wang Jingwei, e até o final da Segunda Guerra Mundial, em 1945, uma difícil trégua foi mantida através da Conferência Consultiva Política do Povo Chinês, enquanto se lutava contra um inimigo comum. A violência interna irrompeu logo após o final da guerra, ressurgindo em uma base muito maior em abril de 1946 — depois de o general norte-americano George Marshall ter fracassado em conseguir um acordo estável. Durante o primeiro ano do conflito, as tropas nacionalistas obtiveram ganhos territoriais, incluindo a capital comunista de Yan'an. Em Novembro de 1945 os conflitos apareceram novamente, mas foi em Abril de 1946 que a guerra civil, oficialmente, se reiniciou. Com apoio da ocupação soviética na Manchúria após a Operação Tempestade de Agosto e a entrega de armas japonesas ao PCCh, além de erros estratégicos cometidos pelo KMT entre 1945 e 1947, vitórias passaram a ser acumuladas rapidamente, diminuindo a confiança das forças nacionalistas, não só no exército mas também em sua administração, e no final de 1947 uma vitoriosa contra-ofensiva comunista estava a caminho. A República Popular da China foi proclamada no dia 1º de outubro de 1949 e a vitória comunista completou-se quando o Kuomintang bateu em uma retirada estratégica de Chongqing para Taiwan, em dezembro daquele ano.

## História

### O Prelúdio
Até 1924, quando as forças nacionalistas e comunistas se uniram de fato. A China passava por um intenso conflito interno entre as forças revolucionárias do médico Sun Yat-sen, líder do Partido Nacionalista da China e fundador da República da China, que criava um governo paralelo ao sul e os senhores da guerra do Governo de Beiyang, que tinham tomado o controle do governo da República da China, após a morte do então imperador chinês - e anteriormente presidente - Yuan Shikai e a divisão do Exército de Beiyang. As potências ocidentais ignoraram os esforços do líder nacionalista para atrair ajuda, que obteve apenas um pequeno e fraco apoio do Império Alemão enquanto o mesmo ainda existia até o fim da Primeira guerra Mundial; As potências ocidentais procuravam manter suas concessões e ocupações na China como Xangai. Fazendo com que em 1921, Sun Yat-sen volta-se para a União Soviética, que ofereceu apoio em troca de uma Frente Unida com o recém fundado Partido Comunista da China. O Partido Comunista da China era integrado ao Partido Nacionalista da China, e cooperava com as atividades nacionalistas tanto antes quanto durante a Primeira Frente Unida;

### A Relação entre o Partido Nacionalista e o Partido Comunista
Durante os anos em que Sun Yat-sen esteve vivo e os primeiros anos da liderança de Chiang Kai-Shek, a ideologia socialista era presente tanto no Kuomintang, de forma não alinhada a URSS ou ao Marxismo, quanto no Partido Comunista Chinês. Além de que, o Partido Comunista Chinês compartilhava dos Três Princípios do Povo de forma muito mais presente em sua ideologia do que o Marxismo-Leninismo no ínicio de existência dele, onde vários filiados do Partido Comunista possuíam uma forte influencia do Partido Nacionalista, como por exemplo, Mao Zedong e Zhou Enlai.

### A Primeira Frente Unida
Em 1924, durante o 1º Congresso do Kuomintang, em uma declaração conjunta em Xangai de Sun e um representante soviético a União Soviética se comprometeu a ajudar na unificação nacional da China. Conselheiros soviéticos — o mais importante dos quais, Mikhail Borodin, um agente da Komintern — começaram a chegar para dar apoio ao Partido Nacionalista. O  Partido Comunista recebeu as instruções da Komintern para cooperar com o Partido Nacionalista e os seus membros foram encorajados a se juntar a eles, desde que as partes mantivessem suas identidades, formando assim a Primeira Frente Unida entre as duas partes. O Partido Comunista era um agrupamento pequeno na época: tinha 300 membros em 1922 e em 1925 possuía apenas 1 500 militantes. O Partido Nacionalista possuía 150 000 soldados em 1922 e desde 1912 era um dos maiores grupos de cunho politico na China. Conselheiros soviéticos ajudaram os nacionalistas a criar um instituto de políticas para a formação de propagandistas em técnicas de mobilização de massas e em 1923 Chiang Kai-shek é enviado a Moscou para a realização de estudos políticos e militares durante vários meses. Chiang havia sido um dos tenentes de Sun Yat-sen, desde os tempos da Sociedade da Aliança, o movimento político precursor do Partido Nacionalista. Ao retornar no final de 1923, Chiang Kai-shek, apoiado por Stalin que dizia que ele era o melhor general para derrotar as forças imperialistas, participou da criação da Academia Militar de Whampoa fora de Cantão, cidade sede do governo durante a aliança KMT-PCC. Em 1924, Chiang Kai-shek passa a liderar a academia e começa sua ascensão ao cargo de sucessor de Sun Yat-sen como líder do partido nacionalista e unificador de toda a China sob o governo nacionalista.

### A Morte de Sun Yat-sen e o Cisma do Kuomintang

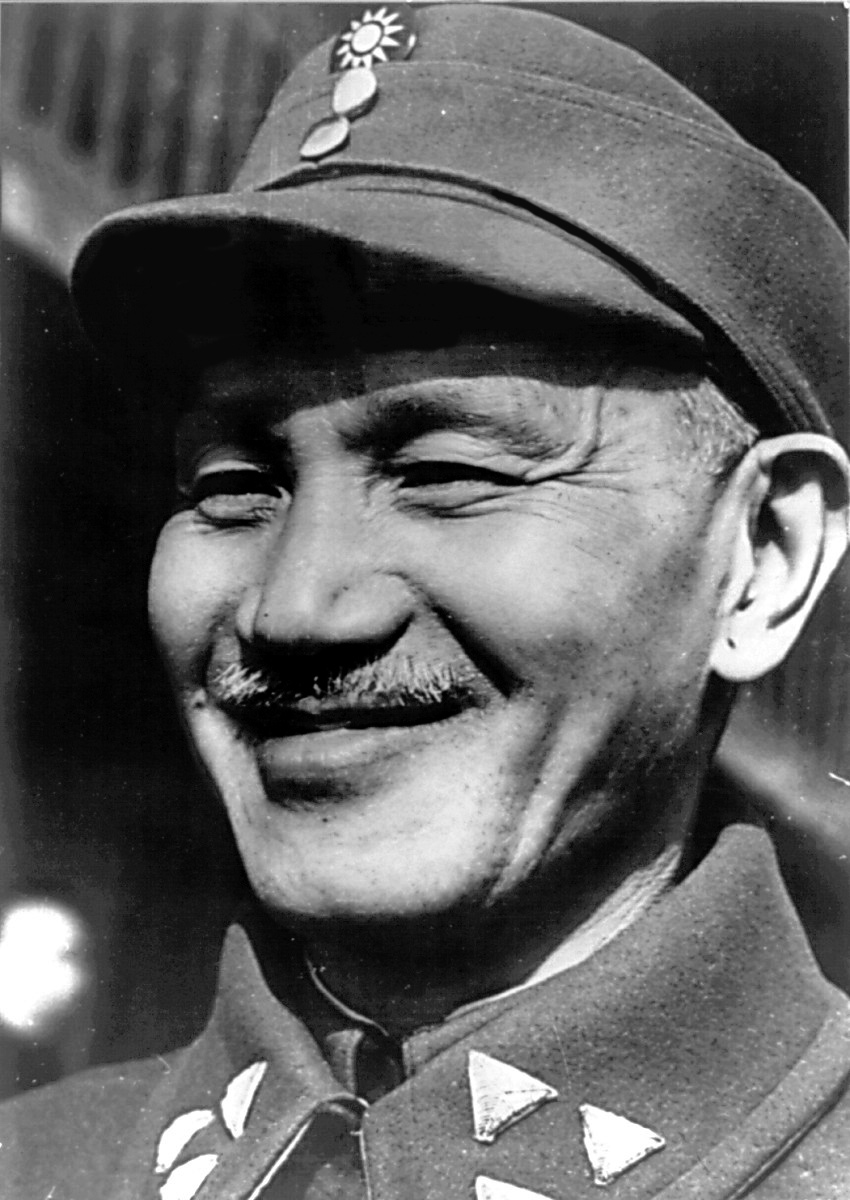
O Generalíssimo Chiang Kai-shek em março de 1945

Apenas alguns meses depois da morte repentina de Sun por câncer, Chiang Kai-shek, apontado como Presidente da República da China e Líder do partido nacionalista durante as 4.ª e 5.ª sessões do 2.º Congresso Nacional do Kuomintang, já na sua autoridade como o comandante-em-chefe do Exército Revolucionário, iniciou a Expedição do Norte, que há muito era adiada devido a falta de recursos e dinheiros do Kuomintang posterior a o apoio da União Soviética, que foi uma ação contra os senhores da guerra e pretendia a unificação da China de uma vez. Em 1926, o Partido Nacionalista foi se dividido entre facções de esquerda e direita, a principal figura de direta do partido era o Chiang Kai-Shek que, a esta altura, havia deixado seu pensamento socialista, por outro lado, a ala esquerda do partido havia figuras politica relevantes como Wang Jingwei, Lin Sen e a própria viuva de Sun Yat-sen, Soong Ching-ling, que detinham o apoio reciproco do partido comunista. Em março de 1926, após abortar uma tentativa de rapto, Chiang Kai-shek despediu seus consultores soviéticos, impôs restrições à participação dos membros do partido comunista na liderança, e ascendeu como líder proeminente do Partido Nacionalista. A União Soviética, ainda querendo evitar uma cisão entre Chiang e o Partido Comunista, ordenou que os comunistas facilitassem a Expedição do Norte, através de atividades clandestinas. A expedição foi finalmente iniciada por Chiang em Guangzhou, em Julho de 1926. A princípios de 1927, a rivalidade entre o Partido Nacionalista e o Partido Comunista levou a uma ruptura nas fileiras revolucionárias a medida que o  Partido Comunista e a facção esquerdista do Partido Nacionalista decidiram-se transferir a sede do governo nacionalista de Guangzhou a Wuhan sobre a liderança de Wang Jingwei, favoravel a união com o Partido Comunista, Mas Chiang, cuja Expedição do Norte estava resultando em êxito, ordenou às suas tropas destruir o aparato do  Partido Comunista em Xangai. Chiang, com a ajuda do submundo de Xangai, alegando que as atividades comunistas eram socialmente e economicamente destrutivas, pegou de surpresa os comunistas e sindicalistas, em Xangai, prendendo e executando centenas deles em 12 de abril de 1927. O expurgo aprofundou o abismo entre Chiang e o governo de Wuhan de Wang Jingwei e destruindo também a base urbana do  Partido Comunista. Chiang, expulso do Partido Nacionalista por estes eventos, estabeleceu um governo rival em Nanquim. Naquela época a China teve três capitais: o regime dos senhores da guerra reconhecido internacionalmente e com sede em Pequim, os comunistas e esquerdistas do Partido Nacionalista em Wuhan, e o regime civil-militar de direita em Nanquim, que continuaria sendo a capital nacionalista durante a próxima década.

### A Década de Nanquim e o Governo Nacionalista
As previsões da Komintern pareciam fadadas ao fracasso após o Massacre de Xangai em 1927 e estabeleceu-se uma nova política em que o Partido Comunista deveria promover levantes armados nas cidades e no campo como um prelúdio para uma futura onda revolucionária e se separar do Partido Nacionalista. Os comunistas tentaram em vão tomar cidades como Nanchang, Changsha, Shantou e Cantão, e os camponeses da província de Hunan empreenderam uma revolta rural conhecida como Levantamento da colheita de outono em uma insurreição foi liderada por Mao Tse-tung. O Primeiro levante comunista contra o governo chinês foi registrado como a Revoluta de Nanchang em 1 Agosto de 1927, inicialmente com vitória comunista mas que posteriormente as forças comunistas foram forçadas a recuar e os nacionalistas retomaram a sua campanha contra os senhores da guerra e capturam Pequim em junho de 1928, na sequência do qual a maior parte da China Oriental estava sob o comando de Chiang e do Governo da Nanquim que se tornou internacionalmente reconhecido como o único governo legítimo da China, abolindo efetivamente o Governo de Beiyang e os senhores da guerra. Os nacionalistas anunciaram que tinham alcançado a primeira fase das três previstas pela doutrina de Sun Yat-sen para a revolução, ou seja, a unificação militar, seguida da tutela política, e, finalmente, a democracia constitucional: Sob a liderança do partido nacionalista, a China estava se preparando para iniciar a segunda fase da construção nacional elaborada por Yat-sen.

## O Conflito

### A Primeira Fase (1927 - 1937)

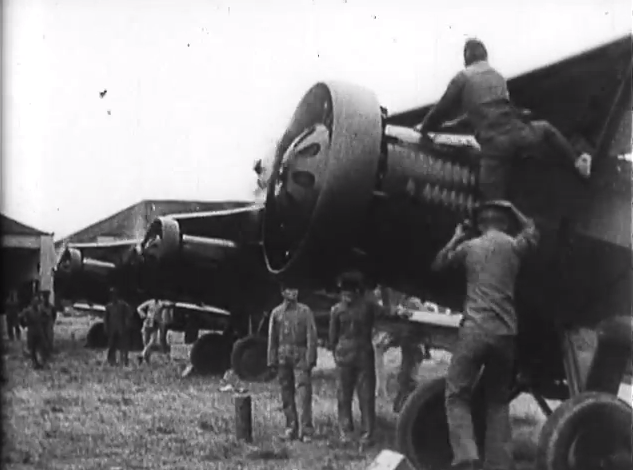
Aviões do Exército Nacional Revolucionário se prepara para o bombardeio de posições comunistas

Durante a Revolução Agrária, os ativistas do Partido Comunista recuaram à clandestinidade ou para o interior do país, onde promoveram levantes militares, uniram-se aos rebeldes camponeses remanescentes e passaram a administrar diversas regiões do sul da China.
Os esforços dos nacionalistas para sufocar a revolta fracassaram, mas danificaram seriamente o campo comunista. Após Chiang Kai-shek abortar um golpe que visava derrubá-lo — conduzido por Feng Yuxiang, Wang Jingwei e Yan Xishan — ele passou a concentrar seus esforços em eliminar os focos de atividade comunista.
As duas primeiras campanhas falharam, e a terceira foi abortada em decorrência do Incidente de Mukden. A quarta campanha (1932–1933) começou com algumas vitórias, mas as tropas de Chiang cometeram um grande erro ao tentar atacar diretamente o coração da República Soviética da China, liderada por Mao Tse-tung.
Finalmente, no fim de 1933, Chiang lançou a quinta campanha, orquestrada por seus consultores alemães, que consistia em um cerco sistemático à região soviética de Jiangxi, utilizando fortins fortificados para isolar e enfraquecer os comunistas. No outono de 1934, os comunistas enfrentavam a possibilidade real de aniquilação completa.
Parecia, então, que havia chegado o momento de aplicar o golpe de misericórdia no PCC, para que o governo nacionalista pudesse, em seguida, voltar-se contra os senhores da guerra remanescentes — antes que estes pudessem iniciar uma ofensiva contra os ocupantes japoneses na Manchúria.

Mapa da Longa Marcha das forças de Mao

Em outubro de 1934, os comunistas decidiram realizar uma grande retirada para o oeste para escapar das forças do KMT que os perseguiam. Esta retirada terminou quando os comunistas chegaram a Shaanxi, foi prorrogada por um ano e 6 000 quilômetros, passou a ser conhecida posteriormente como a Longa Marcha. Foi durante esse episódio, que Mao Tse-tung chegou à frente como líder comunista. Em sua retirada, o exército comunista confiscou bens e armas dos senhores locais e proprietários de terras, além de recrutar os camponeses e os pobres, solidificando seu apelo entre o povo.

### A Segunda Frente Unida e Fim da primeira fase

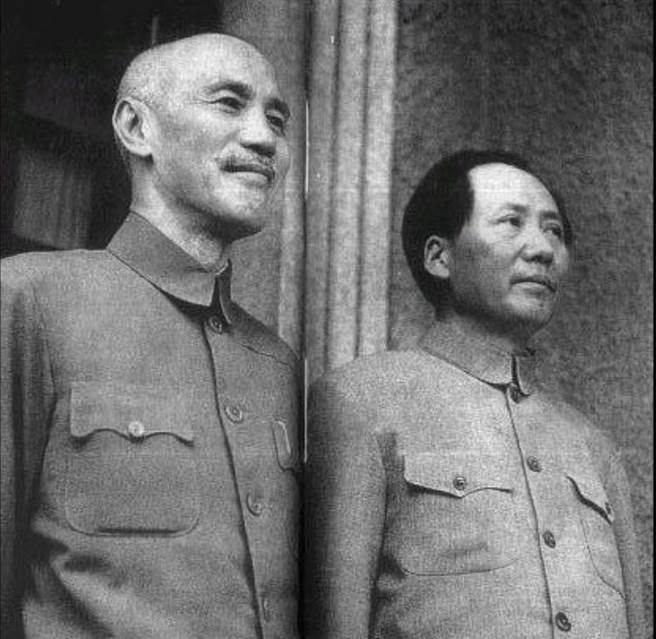
Mao Tsé-Tung e Chiang Kai-Shek em Xunquim, 1945

Durante a invasão e ocupação da Manchúria pelos japoneses em 1931, Chiang Kai-shek se recusou a aliar-se com os comunistas para lutar contra os japoneses, já que considerava os primeiros uma ameaça maior. Em 12 de dezembro de 1936, os generais Zhang Xueliang e Yang Hucheng, ambos do KMT, seqüestraram Chiang Kai-shek e ordenaram-lhe para assinar uma trégua com os comunistas. Esse episódio se tornaria conhecido como o Incidente de Xi’an. As duas partes concordaram em suspender as hostilidades e formar uma Segunda Frente Unida, que se concentrariam todas as suas energias contra os japoneses.

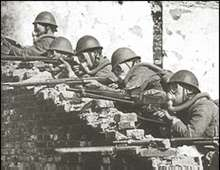
Soldados japoneses lutam em Xangai durante a Segunda Guerra Sino-Japonesa

No entanto, a aliança era apenas nominal. A verdadeira colaboração e coordenação entre o KMT e o PCC foram mantidas minimamente durante toda a Segunda Guerra Mundial. No meio da Segunda Frente Unida, os comunistas e o Kuomintang ainda estavam procurando obter ganhos territoriais na "China Livre" (ou seja, áreas não ocupadas pelos japoneses ou governadas por governos fantoches). A situação atingiu a um ponto que no final de 1940 e início de 1941, confrontos de considerável importância tiveram lugar entre as forças comunistas e do KMT. Em dezembro de 1940, Chiang Kai-shek exigiu a retirada do Novo Quarto Exército do PCC, nas províncias de Anhui e Jiangsu. Os novos comandantes do Exército Quarto fizeram à retirada exigida pelo KMT, mas foram emboscados por forças nacionalistas que infligiram-lhes uma retumbante derrota em janeiro de 1941. Este conflito, conhecido como o Incidente do Novo Quarto Exército, enfraqueceu a posição do Partido Comunista da China central e acabou com qualquer possibilidade de cooperação entre as duas facções que já se apressavam em tomar posições à frente de uma guerra civil inevitável.

### A Segunda Fase (1945-1947)

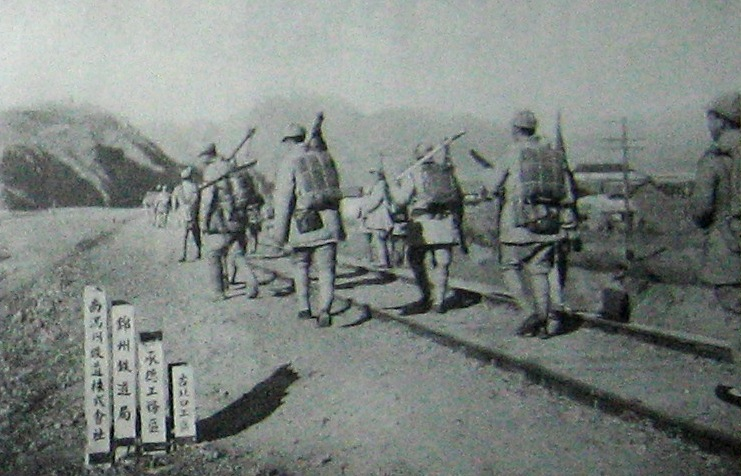
Tropas comunistas marcham ao norte para a ocupar a Manchúria rural

O lançamento da bomba atômica sobre as cidades japonesas e a entrada da URSS na Guerra do Pacífico levou os japoneses a se renderem muito mais rápido que os chineses tinham imaginado. Os termos da rendição incondicional do Japão, emitidos pelos Estados Unidos, as tropas japonesas foram requisitadas a não se entregarem aos comunistas, mas ao KMT.
O súbito fim da Segunda Guerra Mundial no Extremo Oriente, levou à entrada de tropas da União Soviética para as províncias manchus com o objetivo de tomar as posições japonesas e receberem a rendição de 700 000 soldados nipônicos estacionados na região. Naquele mesmo ano, Chiang Kai-shek teria se convencido de que não dispunha de meios para evitar a influência que o PCC teria na Manchúria após a retirada prevista dos soviéticos. Para evitar isso, chegou-se a um acordo com os soviéticos para que atrasassem sua retirada até que o KMT tivesse transferido para a região uma quantidade suficiente dos seus melhores homens e equipamentos. Os soviéticos usaram a prorrogação de permanência para desmantelar todo o parque industrial Manchu e remover para o seu país devastado pela guerra.
O general George Marshall chegou à China, participando de negociações para uma cessação das hostilidades entre o KMT e o PCC, segundo termos se formaria um governo de coalizão que acomodaria todas as facções políticas e militares da China. Nem os comunistas (representados por Zhou Enlai) nem os enviados por Chiang Kai-shek estavam dispostos a cederem em determinados fundamentos e abandonarem os territórios adquiridos após a rendição japonesa. A trégua fracassou na primavera de 1946 e, embora as conversas fossem retomadas, Marshall recebeu a ordem de se retirar em janeiro de 1947.
Com o colapso das negociações de paz entre o Kuomintang e o Partido Comunista Chinês, a guerra total entre estas duas forças são retomadas. A União Soviética forneceu ajuda limitada para os comunistas, e os Estados Unidos ajudaram os nacionalistas com centenas de milhões de dólares em suprimentos, equipamentos militares e munições, bem como o transporte aéreo de muitas tropas nacionalistas da região central da China à Manchúria, uma área que Chiang Kai-Shek via como estrategicamente vital para a defesa Nacionalista nas zonas controladas contra um avanço comunista.

#### 1945 a 1947
Quando os conflitos se reiniciaram, clandestinamente, em Novembro de 1945, quando Chiang tentou o mais rápido possível, libertar a Manchúria do controle comunista. No entanto, ele não havia tantas unidades ativas e meios de transportes para realizar a campanha; então ele enviou "bandidos" (termo dado para os japoneses que ficaram presos e rendidos na China após a rendição do Japão em 1945) para combater na Manchúria. O Problema disso é que os "bandidos" eram mal vistos pela população local, justamente por serem soldados que ocuparam a China durante a Segunda Guerra Mundial e estarem associados aos batalhões responsáveis pelo Massacre de Nanquim de 1937, o que diminuiu em muito a popularidade do KMT e do Chiang, trazendo uma alienação e oposição por parte do povo chinês.

#### 1948 a 1949
Próximo de novembro de 1948, Lin Piao completou a conquista da Manchúria, onde os nacionalistas perderam meio milhão de homens, muitos dos quais desertaram para o lado comunista, principalmente da ala esquerdista que ja migrava para as forças comunistas desde os anos 1920. Na China Central, os nacionalistas perderam Xandong e em janeiro de 1949 foram derrotados na batalha de Huai-Huai (perto de Xuzhou). Pequim caiu em janeiro, enquanto Nanjing e Xangai em abril.

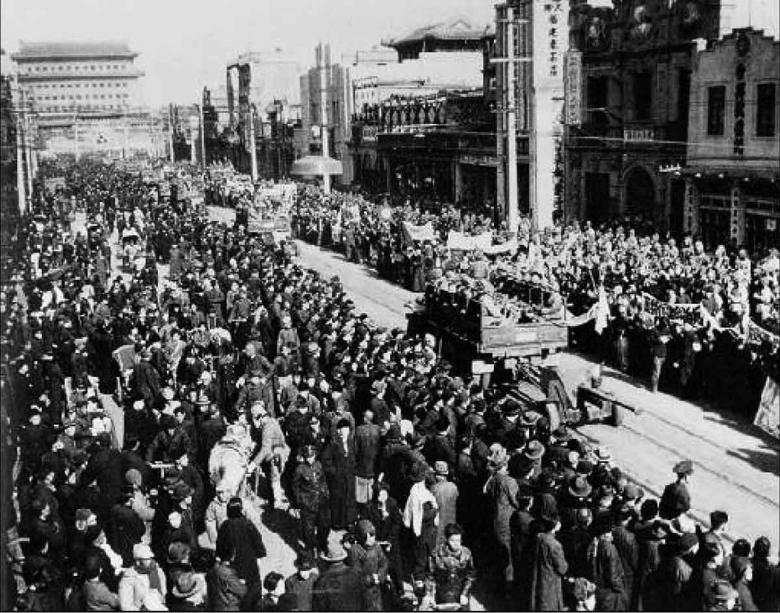
Povo de Pequim recebe as tropas do Exército de Libertação Popular

Quando já muito tarde, o governo nacionalista também tentou obter o apoio popular através de reformas internas, mas o esforço foi em vão, por causa da corrupção desenfreada no governo de Chiang, que vinha acompanhada de tensões políticas, já no final de 1948, a posição nacionalista era desoladora.
As tropas nacionalistas desmoralizadas e indisciplinadas não mostraram-se páreo para o Exército de Libertação Popular dos comunistas. Os comunistas estavam bem estabelecidos no norte e nordeste, enquanto os nacionalistas, que tinham uma vantagem em número de homens e armas, controlavam território e população muito maior do que os seus adversários, e contava com o apoio internacional considerável, no entanto, sofreu com a falta de moral e a corrupção desenfreada que reduzia grandemente a sua capacidade de luta e o seu apoio civil. Especialmente durante a II Guerra Mundial, o melhor das tropas nacionalistas ou foram feridos ou mortos, enquanto os comunistas haviam sofrido perdas menores.
Depois de inúmeros reveses operacionais na Manchúria, em especial a tentativa de tomar as grandes cidades, os comunistas foram finalmente capazes de aproveitar a região e capturar grandes formações nacionalistas. Isso lhes forneceu os tanques, artilharia pesada, e outros armas combinadas ativas necessárias para processar as operações de ofensiva ao sul da Grande Muralha. Em janeiro de 1949, Pequim foi tomada pelos comunistas, sem uma luta. Entre abril e novembro, as grandes cidades passaram do controle nacionalista para o controle comunista, com resistência mínima. Na maioria dos casos, a zona rural circundante e as pequenas cidades estavam sob influência comunista, muito antes das cidades — parte da estratégia da guerra popular. Uma das batalhas decisivas foi a Campanha de Huai Hai.
Finalmente, o Exército de Libertação Popular saiu vitorioso. Em 1 de outubro de 1949, Mao Tse-tung proclamou a República Popular da China. Chiang Kai-shek, 600 000 tropas nacionalistas, e cerca de dois milhões de refugiados simpatizantes dos Nacionalistas, predominantemente do governo anterior e as comunidades de negócios do continente, recuaram para a ilha de Taiwan e proclamaram a República da China. Depois disso, só restava bolsões isolados de resistência aos comunistas no continente, como no extremo sul. Em dezembro de 1949, Chiang proclamou Taipei, Taiwan, a capital provisória da República, e continuou a afirmar que seu governo era a única autoridade legítima de toda a China, enquanto o governo da República Popular da China fez o mesmo.

## Pós-Guerra

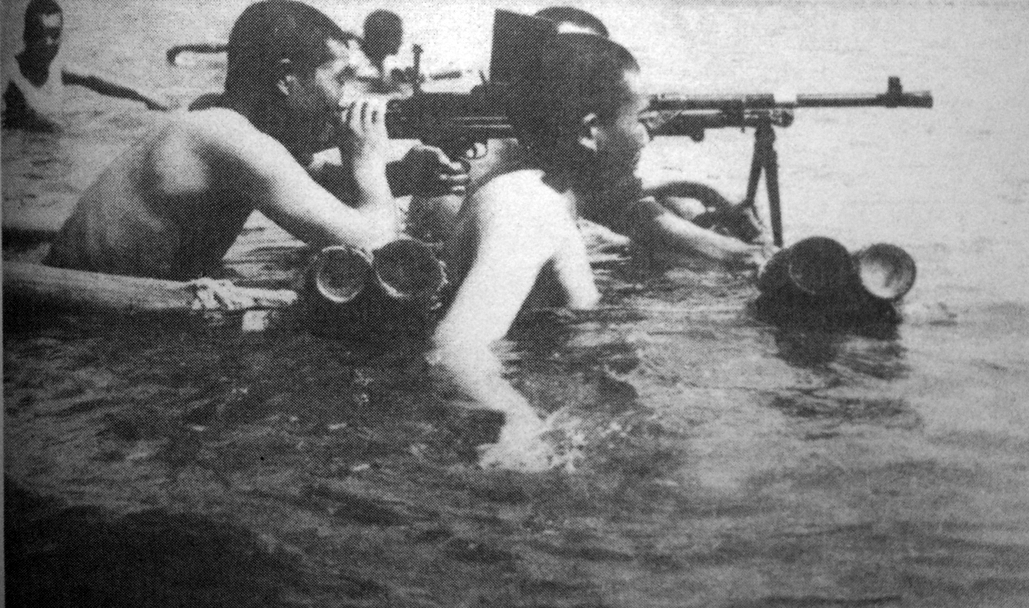
Tropas chinesas em um assalto anfíbio à Ilha de Ainão em 1950

Em geral, se esperava a queda do governo nacionalista como resultado de uma invasão comunista de Taiwan. Em princípio, os Estados Unidos não demonstraram um grande interesse em apoiar artificialmente o governo de Chiang Kai-shek em seu julgamento final. A situação mudou completamente após a invasão da Coreia do Sul por tropas norte-coreanas em janeiro de 1950, que resultou na Guerra da Coreia. Nestas circunstâncias, foi considerado politicamente inviável nos Estados Unidos permitir uma vitória comunista sobre o KMT. O presidente dos EUA Harry S. Truman ordenou à Sétima Frota dos Estados Unidos que evitassem qualquer possibilidade de invasão comunista de Taiwan.
Alguns historiadores norte-americanos têm postulado que a perda da China continental para os comunistas deu ao senador Joseph McCarthy a possibilidade de depurar o Departamento de Estado dos Estados Unidos. Além disso, é possível que John Fitzgerald Kennedy não contasse com verdadeiros especialistas no Extremo Oriente, ao formular a sua política em relação ao Vietnã, o que se pode concluir que a Guerra Civil Chinesa podia ter uma relação causal com a Guerra do Vietnã.

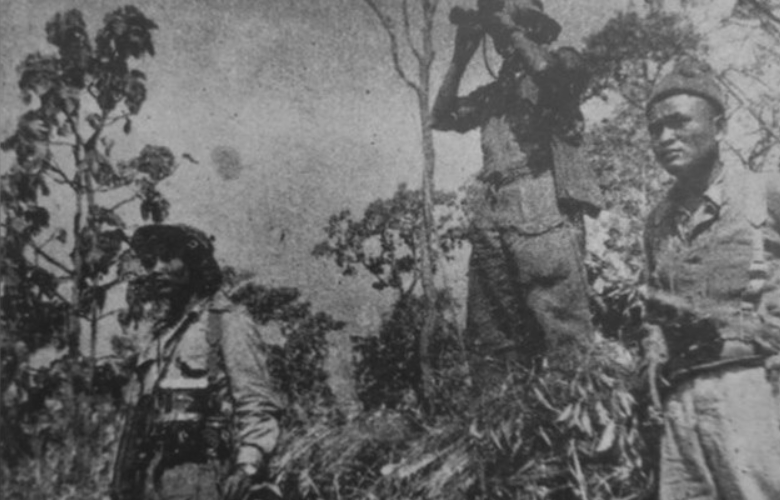
Soldados birmaneses patrulham a fronteira China-Birmânia por soldados do Kuomintang

Enquanto isso, na década de 1950 e de 1960, ocorreram confrontos intermitentes nas zonas costeiras do continente. No entanto, a falta de vontade norte-americana de serem arrastados para um conflito de maior importância deixou Chiang Kai-shek longe de poder "reconquistar o continente", como gostava de repetir constantemente. Aeronaves da República da China bombardearam alvos no continente e sucessivos grupos de operações especiais norte-americanos desembarcaram com frequência na China continental, matando soldados da República Popular da China, sequestrando membros do Partido Comunista, destruindo infra-estruturas e apreendendo documentos. A República Popular da China perdeu cerca de 150 homens em um ataque em 1964.
O Exército da República da China realizou incursões de baixa intensidade naval, perdendo alguns navios em várias escaramuças com o Exército de Libertação Popular. Em junho de 1949, a República da China declarou o bloqueio de todos os portos na China comunista e sua marinha tentou interceptar todos os navios estrangeiros, principalmente de origem britânica e do bloco soviético. Como a rede ferroviária do continente era subdesenvolvida, o comércio Norte-Sul dependia fortemente do tráfego marítimo. As atividades navais da República da China também causaram sérias dificuldades para os pescadores do continente.
Depois de perderem a guerra no sul da China, cerca de 1 200 soldados do KMT conseguiram fugir para a Birmânia, de onde continuaram a travar os ataques da guerrilha contra o sul da China. Seu líder, o general Li Mi permaneceu na folha de pagamento do governo da República da China, que lhe concedeu o título nominal de governador de Yunnan. No início, os Estados Unidos apoiaram os rebeldes e a CIA emprestou a sua ajuda. Após os protestos emitidos pelo governo birmanês na ONU, os EUA pressionou a República da China para retirar a sua guerrilha. Até o final de 1954 cerca de 6 000 soldados teriam deixado a Birmânia e Li Mi afirmou que dissolveu suas tropas. No entanto, milhares de homens mantiveram firmes e continuaram a receber materiais e ordens secretas da República da China, e às vezes reforços. As incursões na China comunista foram cessando gradualmente até o final de 1960, com a melhoria da infraestrutura da RPC. Restos das tropas do Kuomintang mantiveram-se permanentemente na área participando do comércio de ópio.

### As Crises no estreito de Taiwan

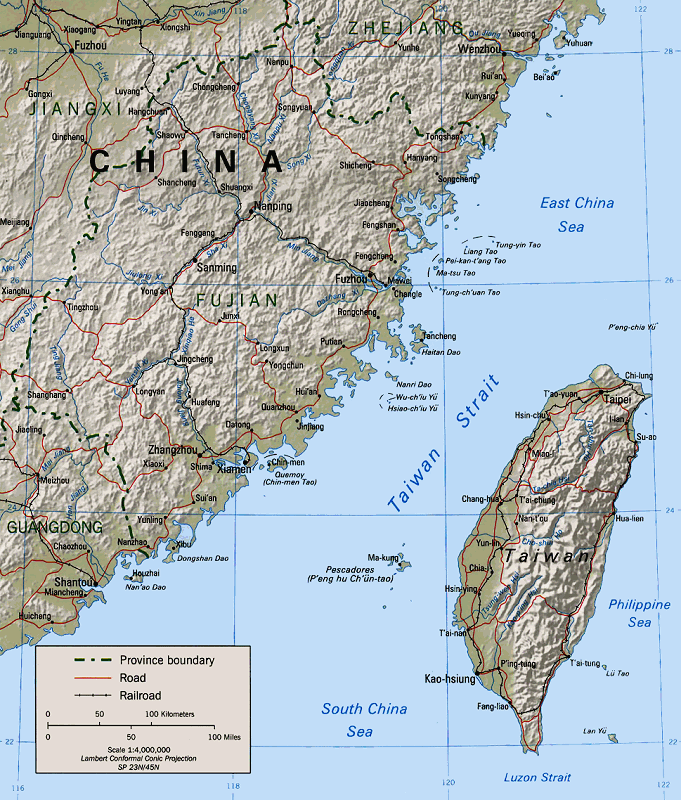
Estreito de Taiwan

Embora os Estados Unidos a considerassem um fardo militar, a República da China via as suas ilhas de Fujian como fundamentais para qualquer futura tentativa de reconquistar a China continental. Em 3 de setembro de 1954, eclode a primeira crise do estreito de Taiwan após bombardeios realizados pelo Exército de Libertação Popular sobre o arquipélago de Quemoy, ameaçando tomar as ilhas Dachen. Em 20 de janeiro de 1955, o Exército Popular tomou Kiang Yi Shan produzindo baixas na guarnição nacionalista de 720 homens que defendiam a ilha. Em 24 de janeiro do mesmo ano, o Congresso dos Estados Unidos aprovou a Resolução Formosa, que autorizou o presidente a defender as ilhas menores pertencentes à República da China. O presidente Dwight Eisenhower, em vez de embarcar em sua defesa, pressionou Chiang Kai-shek a evacuar os seus 11 000 soldados e 20 000 civis das Ilhas Dachen, deixando-as cair nas mãos da República Popular da China. A ilha Nanchi também foi abandonada, mantendo a defesa apenas para as maiores ilhas do arquipélago de Quemoy e para as Matsu. A primeira crise do estreito de Taiwan terminou em março de 1955 com a cessação dos ataques realizados pelo Exército Popular diante das ameaças norte-americanas de usar armas nucleares.
A segunda crise do estreito de Taiwan começou em 23 de agosto de 1958, após um intenso bombardeio de artilharia contra o o arquipélago de Quemoy, que terminou em novembro do mesmo ano. A marinha da República Popular da China fez um bloqueio marítimo às ilhas, cortando suas linhas de fornecimento. Embora os Estados Unidos descartassem um plano nacionalista para bombardear as baterias de artilharia do continente, foram entregues imediatamente caças e mísseis antiaéreos. Também foram fornecidos navios de assalto anfíbio para garantir a chegada de suprimentos às ilhas bloqueadas o bloqueio, já que um navio nacionalista tinha sido afundado na entrada do porto, bloqueando-o completamente. Em 25 de Outubro, a República Popular anunciou um cessar-fogo que deveria ser realizado apenas em dias ímpares, de modo que Quemoy seria bombardeado em dias pares. No final da crise, Quemoy tinha recebido 500 000 impactos de artilharia que resultaram em 3 000 civis e 1 000 soldados mortos ou feridos. Os acontecimentos de Quemoy e Matsu foram extremamente importantes durante a campanha eleitoral para eleições para a presidência dos Estados Unidos de 1960. À medida que iam transcorrendo a década de 1960 o fogo da artilharia foi sendo substituído por panfletos.
Em janeiro de 1979, a República Popular da China anunciou a sua intenção de parar de atacar Quemoy e Matsu. Os confrontos entre os dois lados continuaram, apesar do aumento de tensões e manobras militares e disparos de mísseis por parte da República Popular da China que caracterizaram a terceira crise do estreito de Taiwan. Desde a década de 1980 tem havido um crescente intercâmbio econômico entre ambas as partes, embora a área do estreito de Taiwan continua a ser muito sensível capaz de acolher um conflito armado entre as duas Chinas. O clima político mudou após a democratização de Taiwan e de uma maior visibilidade do movimento de independência de Taiwan na década de 1990.

## Consequências
O conflito envolve a coexistência de duas Chinas: a República Popular da China, de frente para o estado de Taiwan, continuação oficial da "Primeira República". Taiwan aparece inicialmente frágil, mas a Guerra Fria faz novamente Chiang Kai-shek como um aliado essencial dos Estados Unidos na Ásia. A decolagem econômica do país contribui em seguida para manutenção do regime, que se democratizou progressivamente. Nenhum tratado de paz foi assinado entre os dois países. Em 1991, o regime de Taiwan declara considerar o conflito como acabado. O consenso de 1992 constitui uma primeira tentativa de aproximação. Em 2005, ocorre o contato oficial mais importante e pacífico desde 1945, entre o Partido Comunista Chinês e o Kuomintang, levando ao acordo KMT- PCC.
Em 2009, a China comunista ainda não reconhece Taiwan, considerada uma "província rebelde", e Taiwan não declara formalmente a sua independência, embora ambos os países doravante vinculem relações comerciais e o Kuomintang e o Partido Comunista Chinês efetuam uma reconciliação. O estatuto político de Taiwan continua a ser um grande problema geopolítico.

## Personalidades

### Kuomintang
- Chiang Kai-shek
- Wang Jingwei
- Liu Zhi
- Du Yuming
- Fu Zuoyi
- Sun Liren
- Li Zongren

### Partido Comunista
- Mao Tse-tung
- Zhu De
- Zhou Enlai
- Lin Biao
- Peng Dehuai
- Chen Yi
- Liu Bocheng
- Nie Rongzhen

### Senhores da guerra
- Zhang Zuolin
- Zhang Xueliang
- Feng Yuxiang
- Yan Xishan